# Vía colinérgica antiinflamatoria
La vía antiinflamatoria colinérgica regula la respuesta inmune innata a lesiones, agentes patógenos y a la isquemia tisular. La vía eferente o motora del reflejo inflamatorio es el circuito neuronal que responde y regula la respuesta inflamatoria.

## Regulación de la respuesta inmune
En 1987, un estudio demostró que la administración de armina mediante inyección, un inhibidor irreversible de la acetilcolinesterasa, 24 horas antes de la manifestación de una sepsis provocó una disminución significativa en la letalidad de los ratones frente a un proceso infeccioso experimental.Más tarde, en 1995, estos datos se confirmaron en la estimulación colinérgica por otros colinomiméticos.Los inhibidores de la acetilcolinesterasa pueden provocar una mayor accesibilidad a la acetilcolina y activar la vía colinérgica antiinflamatoria.
Las células del sistema inmune innato producen factores de necrosis tumoral (TNF) citocinas cuando se produce una lesión o infección local. Esto contribuye a la activación de una cascada de mediadores y al reclutamiento de células inflamatorias en el sitio de la infección para limitarla; a esto se le conoce como "inmunidad innata". El TNF amplifica y prolonga la respuesta inflamatoria al activar otras células para que liberen interleucina-1 (IL-1), las proteínas de alta movilidad grupo 1 (HMGB1) y otras citocinas. La respuesta inflamatoria de las citocinas confiere ventajas protectoras al huésped en el sitio de la infección bacteriana. Una respuesta inflamatoria “beneficiosa” es limitada: se resuelve en un periodo de 48 a 72 horas y no se propaga sistémicamente. La vía colinérgica antiinflamatoria frena la respuesta inflamatoria innata; de esta manera protege al cuerpo de un posible daño si la respuesta inflamatoria se extiende más allá de los tejidos locales, lo que podría causar toxicidad o daño al  riñón, hígado, pulmones y otros órganos.

## Mecanismo neurofisiológico e inmunológico
El nervio vago es el décimo par craneal y se encarga de regular la frecuencia cardíaca, la broncoconstricción, la digestión y la respuesta inmune innata. El nervio vago inerva el ganglio celiaco, el cual es el sitio de origen del plexo esplénico. La estimulación eferente del nervio vago disminuye la frecuencia cardíaca, induce la motilidad gastrointestinal e inhibe la producción de TNF en el bazo.La estimulación de la vía eferente del nervio vago libera acetilcolina, neurotransmisor que interactúa con la subunidad α7 del AChR nicotínico (receptor nicotínico de acetilcolina a7). El AChR nicotínico se expresa en la membrana celular de los macrófagos y otras células secretoras de citocinas. La unión de acetilcolina al AChR activa la transducción de la señal intracelular, la cual inhibe la liberación de citocinas proinflamatorias. La señalización del receptor de ligando suprime la producción de citoquinas antiinflamatorias (IL-10).

## Relación con el estrés psicológico
Los marcadores inflamatorios tienden a elevarse en personas que experimentan diversas formas de estrés psicológico. El estrés psicológico aumenta la activación en la rama simpática del sistema nervioso autónomo (SNA), dando como resultado un mayor ingreso adrenérgico al bazo a través de las fibras nerviosas simpáticas que descienden hacia los tejidos linfoides.La corteza prefrontal (CPF) es la principal estructura neuronal responsable de regular y disminuir los niveles de estrés psicológico. La CPF contrarresta la activación cortical del sistema nervioso simpático al inhibir la actividad en estructuras neuronales preautonómicas como la amígdalay el hipotálamoy al aumentar la actividad en la rama vagal del SNA.Por lo tanto, la entrada prefrontal al SNA modula la respuesta inflamatoria al estrés psicológico en parte a través de la vía colinérgica antiinflamatoria.En los últimos años, este eje CPF-nervio vago-bazo se ha relacionado con la senescencia celular  y diversas patologías como enfermedades neurodegenerativas y cáncer.